# 六斑九棘鱸
六斑九棘鱸（学名：Cephalopholis sexmaculatus），又稱六斑九刺鮨、六斑鱠，俗名過魚、石斑，為輻鰭魚綱鱸形目鱸亞目鮨科的其中一個種。

## 分布
本魚分布於印度太平洋區，包括紅海、東非、日本、澳洲、中太平洋各島嶼附近海域。

## 深度
水深10~50公尺。

## 特徵
本魚眶間區微凹陷。眼小，短於吻長。口大；上頜稍能活動，可向前伸出，末端延伸之眼後緣之下方；上下頜前端具小犬齒，下頜內側齒尖銳，排列不規則，可向內倒狀；鋤骨和腭骨具絨毛狀齒。上頷兩側無彎曲之犬齒。尾鰭後緣呈圓形。體被細小櫛鱗；側線鱗孔數49~54枚；縱列鱗數95~108枚。背鰭連續，有硬棘4枚，軟條14~16枚；臀鰭硬棘3枚，軟條9枚體呈橙紅色，身體散布有青色之小斑點。背鰭基部具有4個暗褐色之斑塊，另尾柄基部亦有2個暗褐色之斑塊。體長為體高之2.5倍以上。體長可達40公分。

## 生態
本魚主要棲息在岩礁海域外緣之岩壁，亦為肉食性之魚類，主要以其他魚類、甲殼類等為食物。

## 經濟利用
為美味的食用魚，適合各種烹調法。

## 扩展阅读
維基物種上的相關：六斑九棘鲈